# Bellavista (Sechura)
Bellavista es una localidad peruana, capital del distrito de Bellavista de la Unión, ubicado en la provincia de Sechura del departamento de Piura, al norte del Perú.

## Demografía
En el 2017 Bellavista tenía una población de 1615 habitantes, según el INEI.
| Gráfica de evolución demográfica de Bellavista entre 1993 y 2017 |
|                                                                  |
| Fuentes: Población 1993 y 2017                                   |